# Registraire de nom de domaine
Un registraire de nom de domaine, ou bureau d'enregistrement, est une société ou une association gérant la réservation de noms de domaine Internet, dans les domaines de premier niveau où il n'y a pas de vente directe pour le registre de noms de domaine.

## Fonctionnement
Le registraire est en contact direct avec le client final. Il s'est inscrit auprès des divers registres de noms de domaine en fonction des extensions qu'il souhaite commercialiser (il paye pour cela une redevance annuelle). Les registraires souhaitant commercialiser, auprès des particuliers ou des professionnels, le .fr par exemple, s'inscrivent auprès de l'Association française pour le nommage Internet en coopération (Afnic), registraire gérant ce domaine. De plus, chaque fois qu'un nom de domaine est réservé, le registraire reverse au registre responsable de l'extension réservée (voir domaine de premier niveau) pour un certain prix (en général fixe). Il en va de même à chaque transfert ou renouvellement de nom de domaine. Ces règles sont valables en 2006. 
Chaque registre de noms de domaine a sa propre politique de prix, de conditions, etc. Certains registres ne font pas passer de procédures d'accréditation. Au contraire, les registres gérés par le gouvernement des États-Unis, comme .com, obligent leurs registraires à se faire accréditer par l'Internet Corporation for Assigned Names and Numbers (ICANN) et par le registre. La liste des registraires d'un registre se trouve en général sur le site Web du registre.
Le registraire est responsable de la maintenance de la base de données des noms de domaine réservés auprès de lui, ainsi que de la mise à jour de la base de données des registres qu'il représente. De ces mises à jour dépend le fonctionnement du Domain Name System (« système des noms de domaine »).